# Michelle Suárez Bértora
Pour les articles homonymes, voir Suárez.
Michelle Suárez Bértora, née le 21 février 1983 à Salinas (Uruguay) et morte le 22 avril 2022 à Montevideo, est une femme politique, militante LGBT et avocate uruguayenne. Elle a siégé au Sénat de 2014 à 2017.

## Biographie
Suárez va à l'école primaire et secondaire à Salinas, avant d'entrer à l'université en 2004. Elle transitionne à 15 ans avec le soutien de sa mère. Elle obtient son doctorat en droit à l'université de la République en 2010, après une transition légale qui lui permet d'obtenir son diplôme avec le bon genre.
En 2014, elle rejoint le Sénat uruguayen sous les couleurs du Parti communiste, en tant que suppléante (avec un droit de vote limité). Première personne transgenre à y siéger, elle déclare ironiquement : « C'est un triste honneur d'être la première », alors que la visibilité politique des personnes trans reste limitée,,.
Michelle Suárez Bértora devient sénatrice à part entière en octobre 2017, à la suite de la démission de Marcos Carámbula. En décembre 2017, elle démissionne de son siège au Sénat après avoir été reconnue coupable de falsification de documents juridiques en 2014, alors qu'elle travaillait comme avocate.

## Militantisme
Michelle Suárez Bértora est membre et conseillère juridique de l'organisation Ovejas Negras (« Moutons noirs »), une organisation de défense des droits des LGBT qu'elle rejoint en 2010, peu après la mort de sa mère. Elle participe à la rédaction de la législation sur l'adoption par les couples de même genre, adoptée en 2009, et a rédigé la proposition de loi autorisant le mariage homosexuel qui est présentée au Congrès en 2011. Le projet de loi est adopté par le Sénat en 2012 et, après examen par le comité judiciaire, est finalement approuvé par le Parlement uruguayen en 2013.
Elle est également militante pour l'acceptation de l'image de soi et de son corps. Elle est constamment interrogée sur son obésité, ce qui renvoie aux standards esthétiques rigides demandés aux femmes. Le problème est encore plus difficile pour les personnes transgenres, qui souffrent de plusieurs oppressions. Selon Michelle Suárez Bértora, le stéréotype de la femme jeune, mannequin et éternellement belle est un concept absurde et oppressant pour toutes les femmes[réf. souhaitée].
Elle considère que les préjugés doivent être traités par des normes juridiques substantielles et accompagnées d'un débat public. Son livre Hacia una Igualdad Sustantiva (« Vers une égalité réelle »), publié en 2012, explore la mise en œuvre des droits humains pour toutes les personnes minorisées à cause de leur orientation ou de leur identité de genre.

## Ouvrage
- Hacia una Igualdad Sustantiva, Mujer y Salud en Uruguay (2012)  (ISBN 978-9974-8303-1-8)[11]

## Source
- (en) Cet article est partiellement ou en totalité issu de l’article de Wikipédia en anglais intitulé « Michelle Suárez Bértora » (voir la liste des auteurs).